# François Cuzin
Pour les articles homonymes, voir Cuzin.
François Cuzin, né le 15 août 1914 à Dolomieu (Isère) et mort le 19 juillet 1944 à Signes (Var), est un enseignant et résistant français de la Seconde Guerre mondiale.

## Biographie
François Cuzin fait ses études secondaires au lycée Ampère à Lyon puis au lycée Lakanal à Paris. Reçu premier au concours de l'École normale supérieure (ENS), il sort deuxième de sa promotion (L 1936) et obtient la troisième place à l'agrégation de philosophie en 1943 (dans les faits, il est classé deuxième, mais Tran Duc Thao classé premier ex aequo est placé hors rang en raison de sa nationalité vietnamienne). Il adhère aux Jeunesses communistes puis s'en éloigne lors du pacte germano-soviétique. Le 21 mars 1941, il écrit une lettre au directeur de l'ENS, Jérôme Carcopino, normalien lui-aussi, qui vient d'être nommé secrétaire d'État à l'Éducation nationale, pour protester contre l'interdiction faite aux étudiants juifs de se présenter au concours de l'école. En 1941 à Paris, il est mis en relation par Maurice Merleau-Ponty, qui a été son répétiteur à l'ENS, avec Jean-Paul Sartre et Jean-Toussaint Desanti, camarade de khâgne. Il entre dans leur petit groupe de résistance, qui publie Sous la Botte et va devenir "Socialisme et Liberté",.
François Cuzin a son premier poste d'enseignement en 1941 au lycée de Toulon. Il entre dans le mouvement Franc-Tireur et y participe aux travaux de la commission de réflexion sur la presse.
Nommé à la rentrée 1942 à Digne au lycée Gassendi, il devient le chef départemental de Franc-Tireur, sous le pseudo Étienne. Il participe à la direction des Mouvements unis de la Résistance (MUR) et de l'Armée secrète (AS), et est chargé du service de renseignements des MUR, en liaison avec Franck Arnal, son chef régional à Toulon. Il participe à Lyon au Comité national des intellectuels de la zone sud et est nommé membre du Comité départemental de libération (CDL) des Basses-Alpes. En mai 1944, il met en place le Comité de libération de Digne.
C'est en venant à une réunion du CDL qu'il tombe le 16 juillet 1944 dans un guet-apens monté par les Allemands à Oraison. Conduit au siège de la Gestapo à Marseille, il y est torturé. Transporté au « Vallon des Fusillés » à Signes dans le Var, il est abattu le 19 juillet avec vingt huit de ses camarades, sans avoir pu laisser d’œuvre littéraire véritable.
René Char, aux côtés duquel François Cuzin a combattu, évoque dans un article du journal Le Monde en date du 12 juillet 1969, soit vingt-cinq ans après sa disparition, celui qui, pour le poète, "fut, par nature et par sentiment, la Résistance même".
François Cuzin, né à Dolomieu dans la maison de son oncle le mathématicien Élie Cartan, y repose dans la sépulture familiale. Il était le cousin-germain du mathématicien Henri Cartan et du physicien Louis Cartan, exécuté lui aussi par les Allemands.

## Décoration
- Médaille de la Résistance française à titre posthume (24 avril 1946)[13]

## Écrits
- Situation du Surréalisme, 19 p., Revue de la renaissance française, no 20, juin 1943
- Notes sur la mort d'autrui, posthume, Revue de métaphysique et de morale, no 4, octobre-décembre 1954

## Lieux mémoriaux
- Oraison (Alpes de Haute-Provence), stèle à l'entrée du village.
- Signes (Var), nom gravé sur la plaque nominale de la nécropole nationale.
- Toulon, avenue François Cuzin.
- Digne, avenue François Cuzin.
- Paris, Panthéon, nom gravé dans la liste des écrivains morts pour la France.
- Paris, Sorbonne, salle François Cuzin (1971), à l'initiative de Vladimir Jankélévitch et de Jean Guéhenno, et bibliothèque de philosophie de niveau recherche (accessible à partir du niveau L 3), intégrée au Service commun de la documentation de l'université Panthéon-Sorbonne[14].

## Sources
- Notice sur Jean-Toussain Desanti, Annuaire de l'Association de secours des anciens de l'École normale supérieure, 2004
- Été 1944 : la Résistance et la Libération dans les Basses-Alpes, "Quelques chefs  résistants dans les Basses-Alpes", Archi'classe, no 5, septembre 2004
- G. Gardien, "François Cuzin, martyr de la Résistance", www.dolomieu.fr/histoire/cuzin.htm
- Colloque Des intellectuels dans la résistance : François Cuzin, Jean Cavaillès, Toulon, 27 mai 2009.